# 张明义
张明义（1954年—），山东沂水人，汉族，中华人民共和国政治人物、第十一届全国人民代表大会海南地区代表。
毕业于中央党校政治学专业，是中共党员。担任武警海南省总队总队长。2008年起担任全国人大代表。